# Chad Michael Collins
Chad Michael Collins, né le 22 septembre 1979, est un acteur et producteur américain de film et de télévision. Il est surtout connu pour le rôle de Brandon Beckett dans la série de films Sniper à partir du quatrième film Sniper : Reloaded ainsi que pour le rôle de Gerhardt Frankenstein dans la série télévisée Once Upon a Time.

## Biographie
Chad Michael Collins est né le 22 septembre 1979 à Albany, États-Unis. Il est ensuite parti pour Los Angeles avec un diplôme en journalisme et a travaillé pour une agence de relations publiques.
Quelques années après avoir fait sa propre promotion, son agent lui a suggéré d'essayer des cours de théâtre.

## Carrière
En 2011, il tient le rôle de Brandon Beckett dans Sniper : Reloaded de la saga Sniper. Cette même année, il tourne à la télévision dans les séries NCIS : Enquêtes spéciales, Les Experts : Miami, 90210 Beverly Hills : Nouvelle Génération et Enlightened.
En 2013, il joue dans Once Upon a Time. L'année suivante, il est présent dans Blue Bloods, Les Experts, Castle et Bones.

## Filmographie

### Cinéma

#### Longs métrages
- 2005 : Legion of the Dead de Paul Bales : Carter
- 2009 : Room 33 d'Edward Barbini : Chad
- 2011 : Sniper : Reloaded de Claudio Fäh (en) : Brandon Beckett
- 2013 : Company of Heroes de Don Michael Paul : Soldat Nate Burrows
- 2013 : RockBarnes : The Emperor in You de Ben McMillan : Théodore, le consultant gay
- 2014 : Sniper 5 : L'Héritage (Sniper : Legacy) de Don Michael Paul : Brandon Beckett
- 2014 : Sunken City de Ryan McLaughlin : Officier Andy Ross
- 2016 : Sniper: Ghost Shooter de Don Michael Paul : Brandon Beckett
- 2017 : Sniper : Ultimate Kill de Claudio Fäh (en) : Brandon Beckett
- 2018 : Mamba de Sam Puefua : Edward
- 2019 : Howlers de Josh Ridgway : Colt
- 2019 : Chalet pour deux (The Christmas Cabin) de Dustin J. Robison : Seth Walker
- 2020 : Sniper : Assassin's End de Kaare Andrews : Brandon Beckett
- 2022 : Assailant de Tom Paton : Jason
- 2022 : Dead Zone d'Hank Braxtan : Ajax
- 2022 : Sniper : Rogue Mission d'Oliver Thompson : Brandon Beckett

#### Courts métrages
- 2014 : The Haircut d'Alexis Ostrander : MacDonald
- 2014 : Chasing Denzel de Michael King : Un producteur
- 2017 : Take Care, Brother de Seri DeYoung : Joe
- 2018 : Spatium Sororibus de Bob Urda : Commandant Wallace
- 2018 : Protest de Davy Perez : James

### Télévision

#### Séries télévisées
- 2005 : Guilty or Innocent? : Jeb Ashley
- 2008 - 2009 : Greek : Un membre de la fraternité / Tim
- 2010 : Les Experts : Manhattan : Officier Giles
- 2011 : NCIS : Enquêtes spéciales : Premier-Maître de Seconde Classe Simon Craig
- 2011 : Les Experts : Miami : Logan Shepherd
- 2011 : 90210 Beverly Hills : Nouvelle Génération : Officier Atwood
- 2011 : Enlightened : Will
- 2012 : Ringer : Agent Conroy
- 2012 : 2 Broke Girls : Zeke Zand
- 2012 : Major Crimes : Greg Miller
- 2012 : Last Resort : Redman
- 2013 : Once Upon a Time : Gerhardt Frankenstein
- 2014 : Blue Bloods : John Russell
- 2014 : Les Experts : Le pilote du FBI
- 2014 : Castle : Tom Talmadge
- 2014 : Bones : Travis Leete
- 2015 : NCIS : Nouvelle-Orléans : Lieutenant de Navy Val Franco
- 2016 : Freakish : John Collins
- 2017 : Extinct (en) : Ezra
- 2018 : Shooter : Ray Brooks jeune
- 2019 : Creepshow : Dr Herbert Sloan
- 2019 : MacGyver : Reese

#### Téléfilms
- 2006 : Où la magie commence... (The Christmas Card) de Stephen Bridgewater : Lewis
- 2007 : Lake Placid 2 de David Flores : Scott
- 2008 : Rock Monster de Declan O'Brien : Jason
- 2011 : Noël au Far West (Love's Christmas Journey) de David S. Cass Sr. : Owen King
- 2018 : B&B Mortel (Home Invaders) de John Murlowski : Drew
- 2018 : Deux cupidons pour Noël (Christmas Cupid's Arrow) de Michael D. Sellers : Josh
- 2018 : Mes enfants pris en otage ! (Sisters in Crime) de John Murlowski : Andy Griggs

### Jeux vidéo
- 2017 : Hidden Agenda : Jack Calvary (voix)
- 2019 : Call of Duty : Modern Warfare : Alex (voix)